# George Hendrik Breitner
George Hendrik Breitner (Rotterdam, 12 settembre 1857 – Amsterdam, 5 giugno 1923) è stato un pittore e fotografo olandese.

## Biografia
Allievo di August Allebé, George Breitner fu un pittore di dichiarata impostazione impressionista. Le sue opere, a detta di alcuni storici, avrebbero influenzato sia la pittura di Vincent van Gogh che quella di Piet Mondrian. Egli fu un punto di riferimento per la scuola olandese fintanto che l'impressionismo rappresentò l'arte contemporanea negli anni di fine secolo.
I suoi studi iniziarono all'Art Academy dell'Aia, dove rimase dal 1876 al 1880 e dove il suo precoce e straordinario talento fu spesso premiato. Dopo questa esperienza iniziale, però, Breitner abbandonò quanto aveva appreso all'Accademia e abbracciò totalmente la scuola impressionista.
Dal 1880 al 1881 lavorò al celebre "Panorama Mesday" assieme a Hendrik Mesdag. Nel 1882 Theo Van Gogh gli presentò il fratello Vincent e Breitner s'impegnò spesso al suo fianco, aiutandolo, lavorando e discutendo con lui.
In quegli anni i soggetti preferiti di Breitner furono gli operai, le servette e, in generale, la gente dei ceti più bassi. Questo interesse per il popolo, che era del resto comune ad un considerevole numero di altri pittori, traeva origine da quella "coscienza sociale", che veniva diffusa dalle opere di molti scrittori francesi, come Émile Zola, e che generava in pittura, il cosiddetto "realismo sociale".
Dipinse anche molti nudi di donna, ma, al pari di Rembrandt, fu severamente criticato per il modo troppo realistico con cui rappresentava il corpo femminile, cosa che appariva in contrasto con il comune ideale di bellezza.
Nel 1886 Breitner entrò a far parte della Rijksacademie di Amsterdam.
In seguito, con l'avvento del nuovo secolo, il movimento impressionista iniziò a decadere e le nuove generazioni seguirono altre e più nuove correnti. Dapprima il puntinismo e il simbolismo, in seguito il cubismo, il futurismo e l'espressionismo: il ruolo di Breitner come pittore contemporaneo era terminato.
Ebbe due allievi di rilievo: Kees Maks (1876-1967) e Marie Henrie Mackenzie 1878-1961).
Breitner si spense nel 1923 ad Amsterdam: aveva 66 anni.

Due delle sue tele sono esposte a Parigi al Musée d'Orsay.

## Galleria d'immagini

### Figure femminili

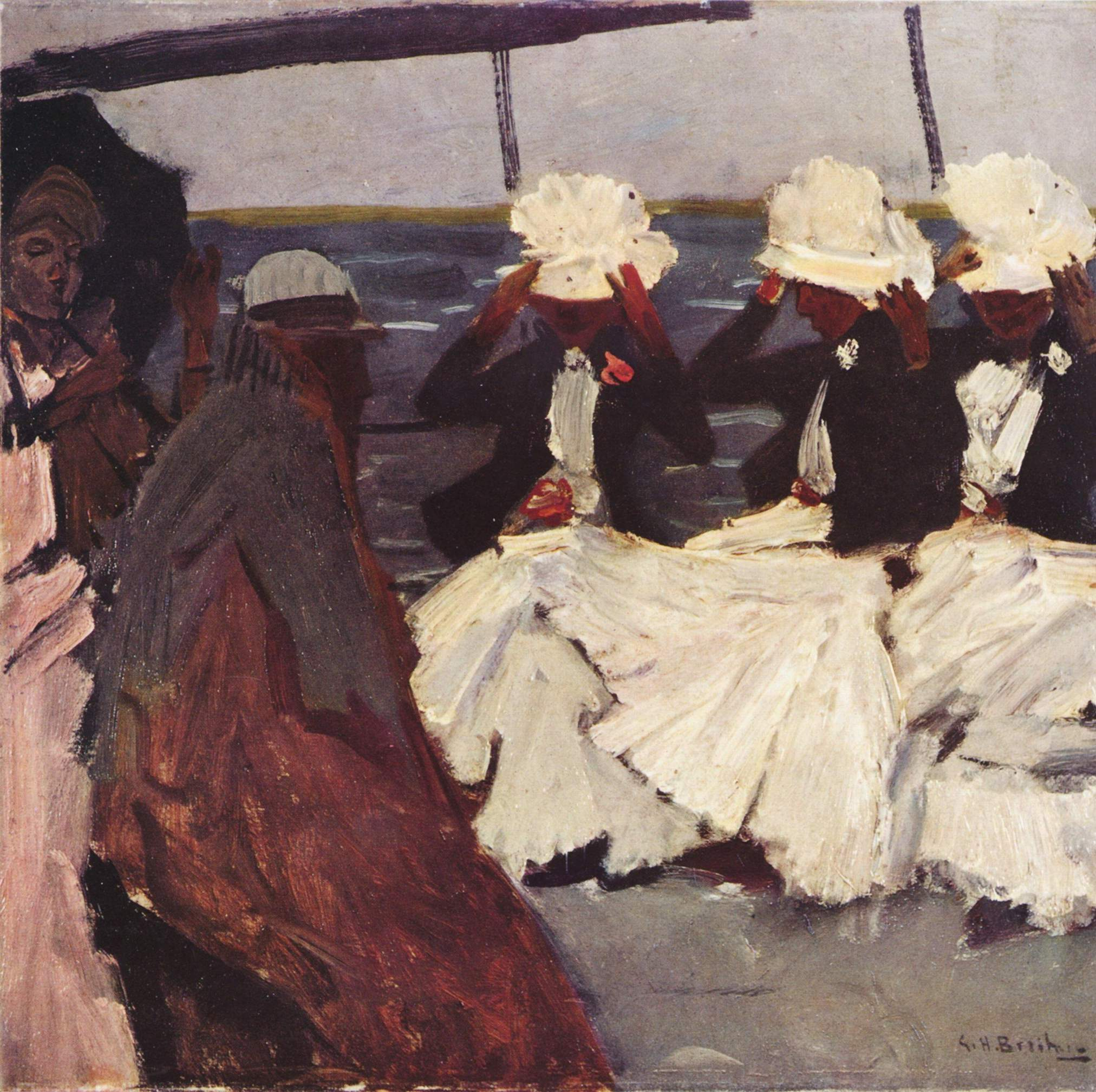
Passeggiata con tre signore
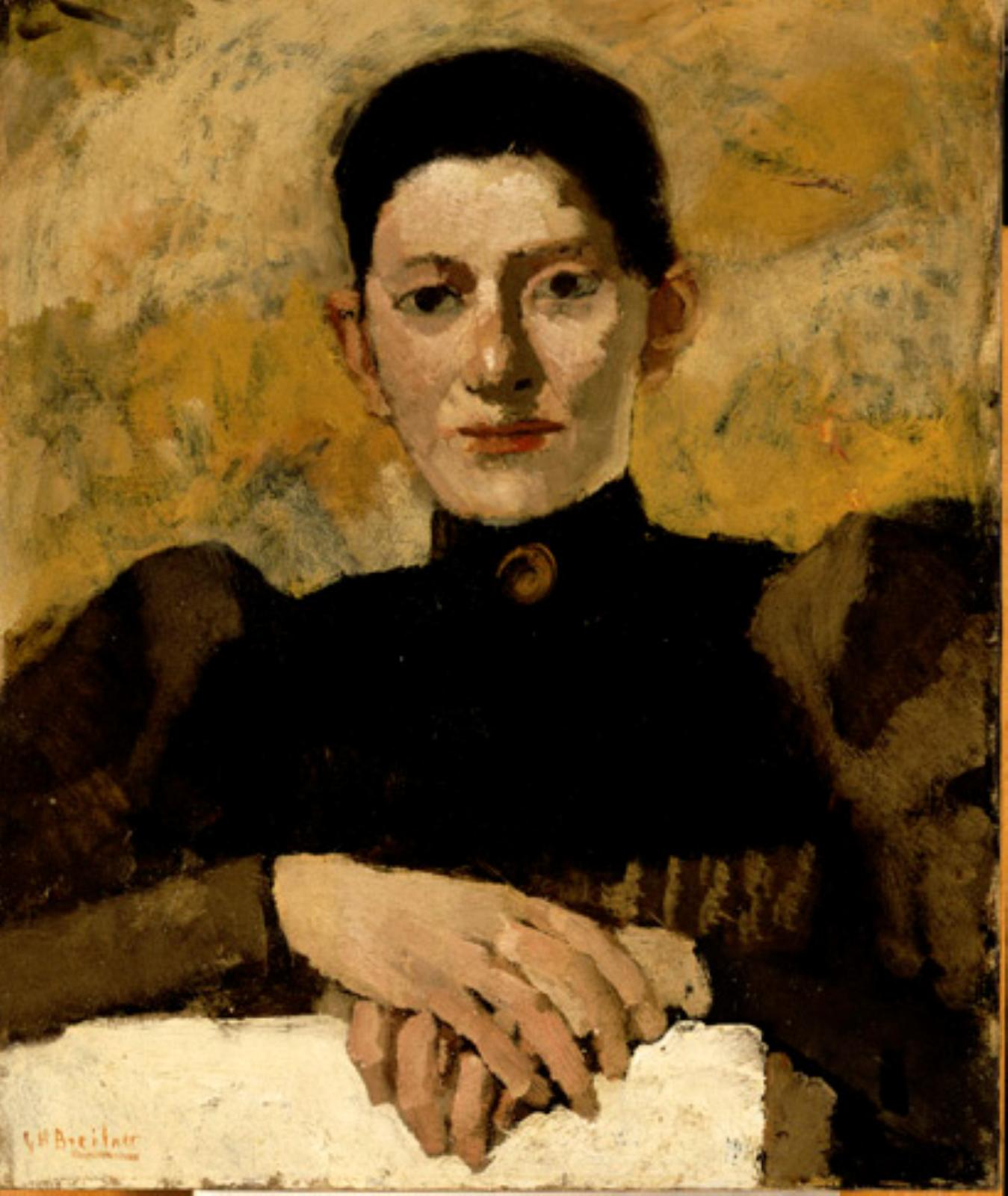
Sara de Swart
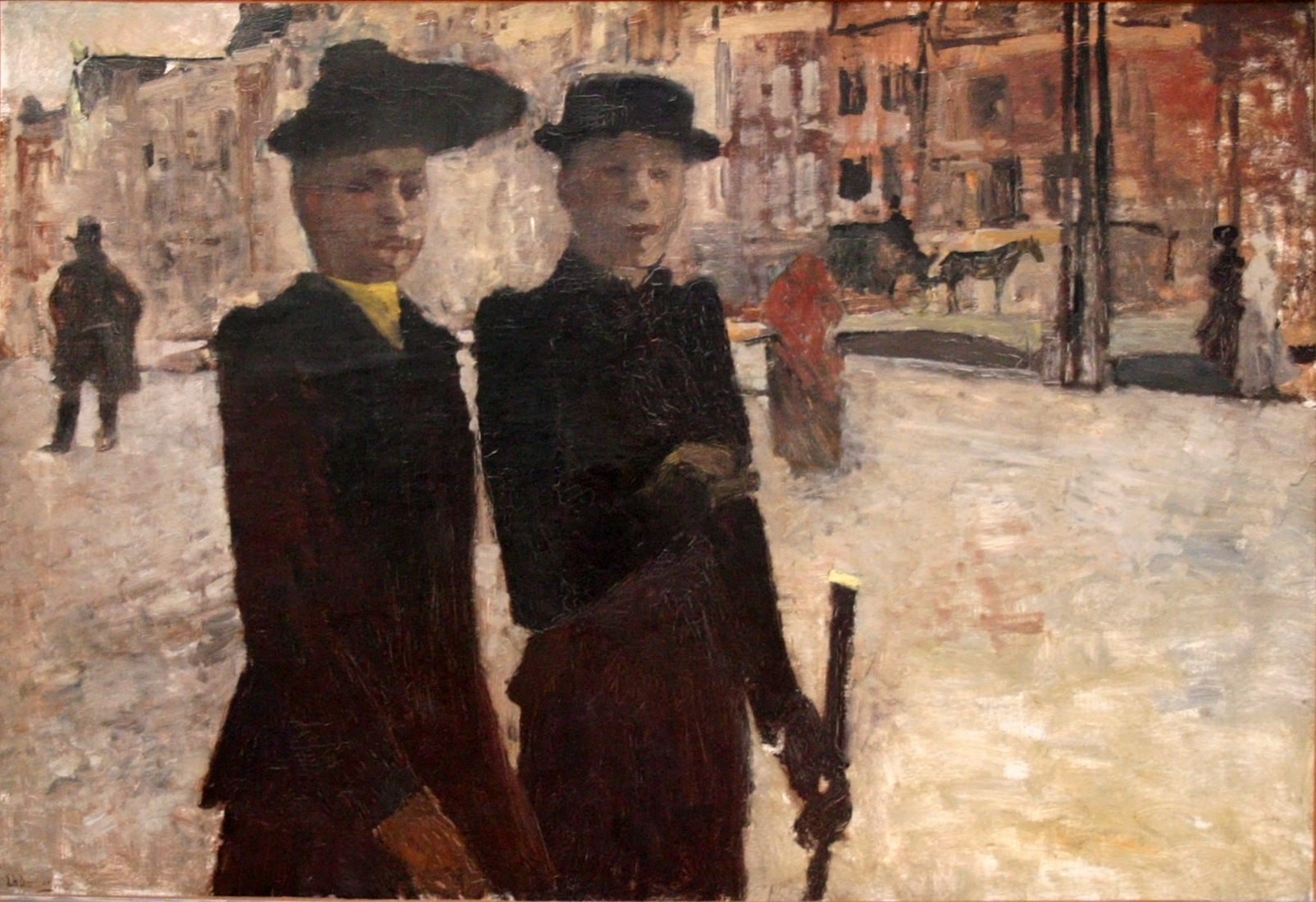
A passeggio in città
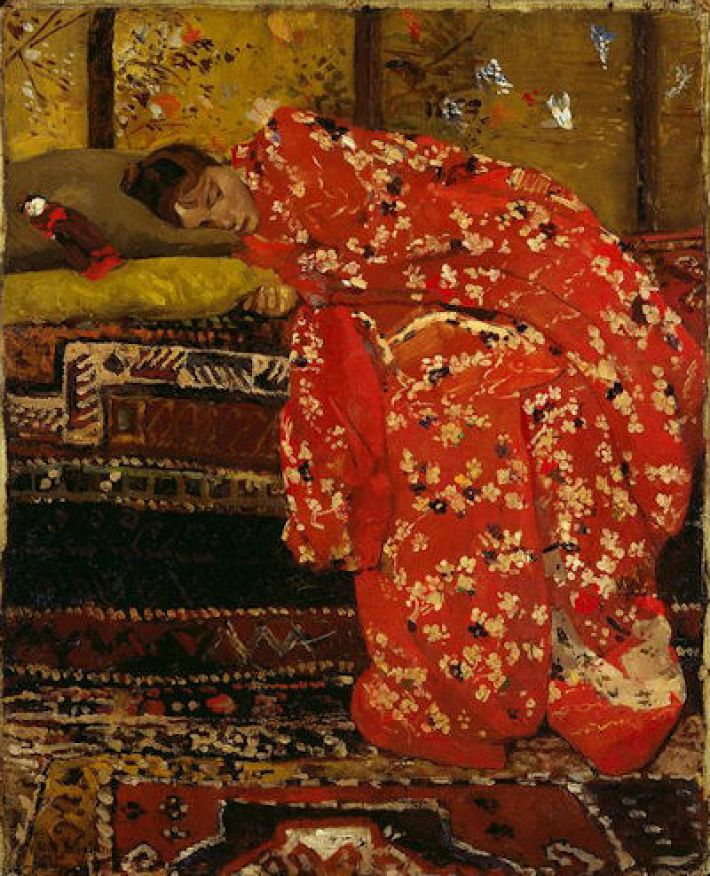
Ragazza con kimono rosso
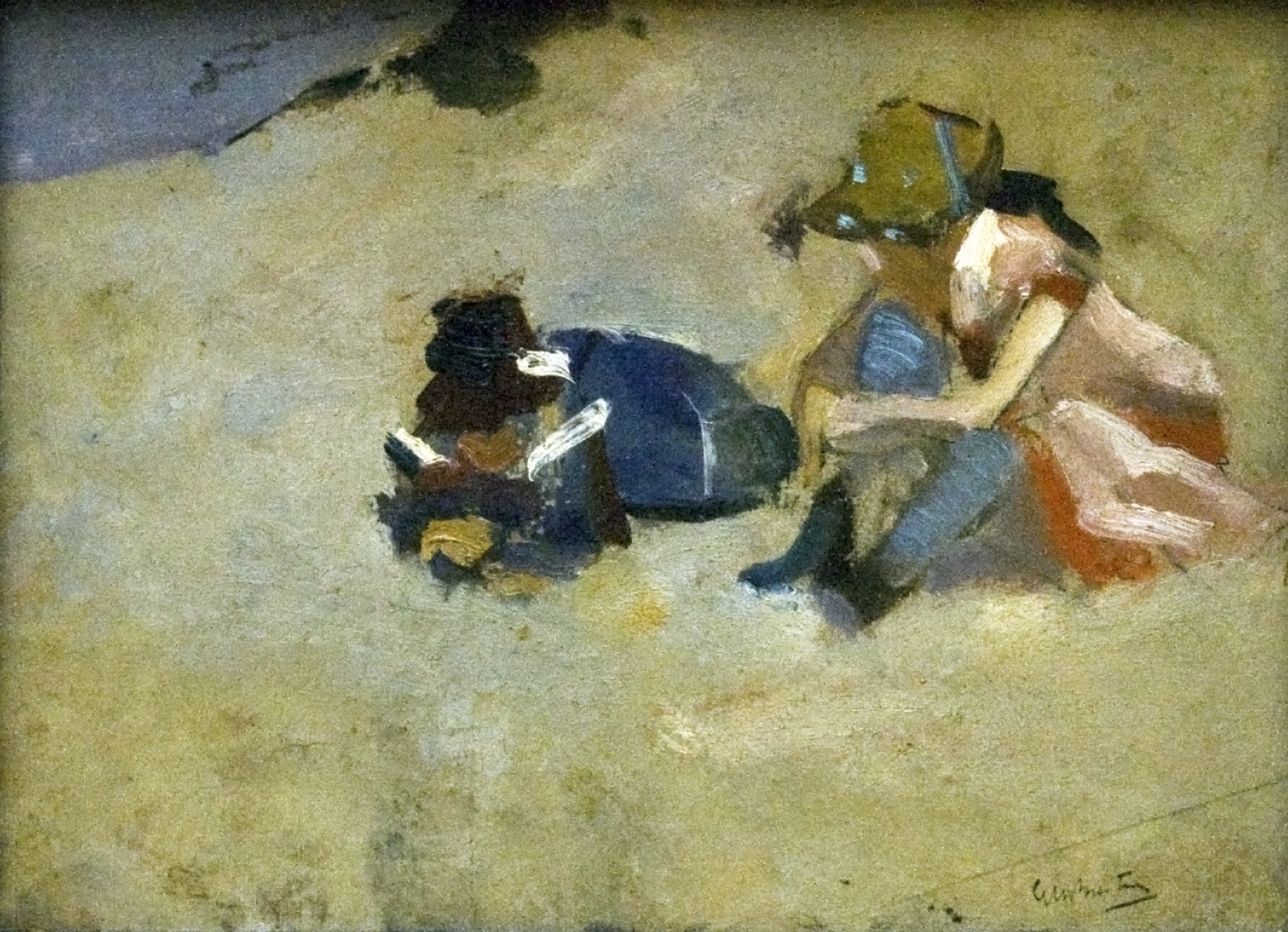
Bambini fra le dune

### Nudi

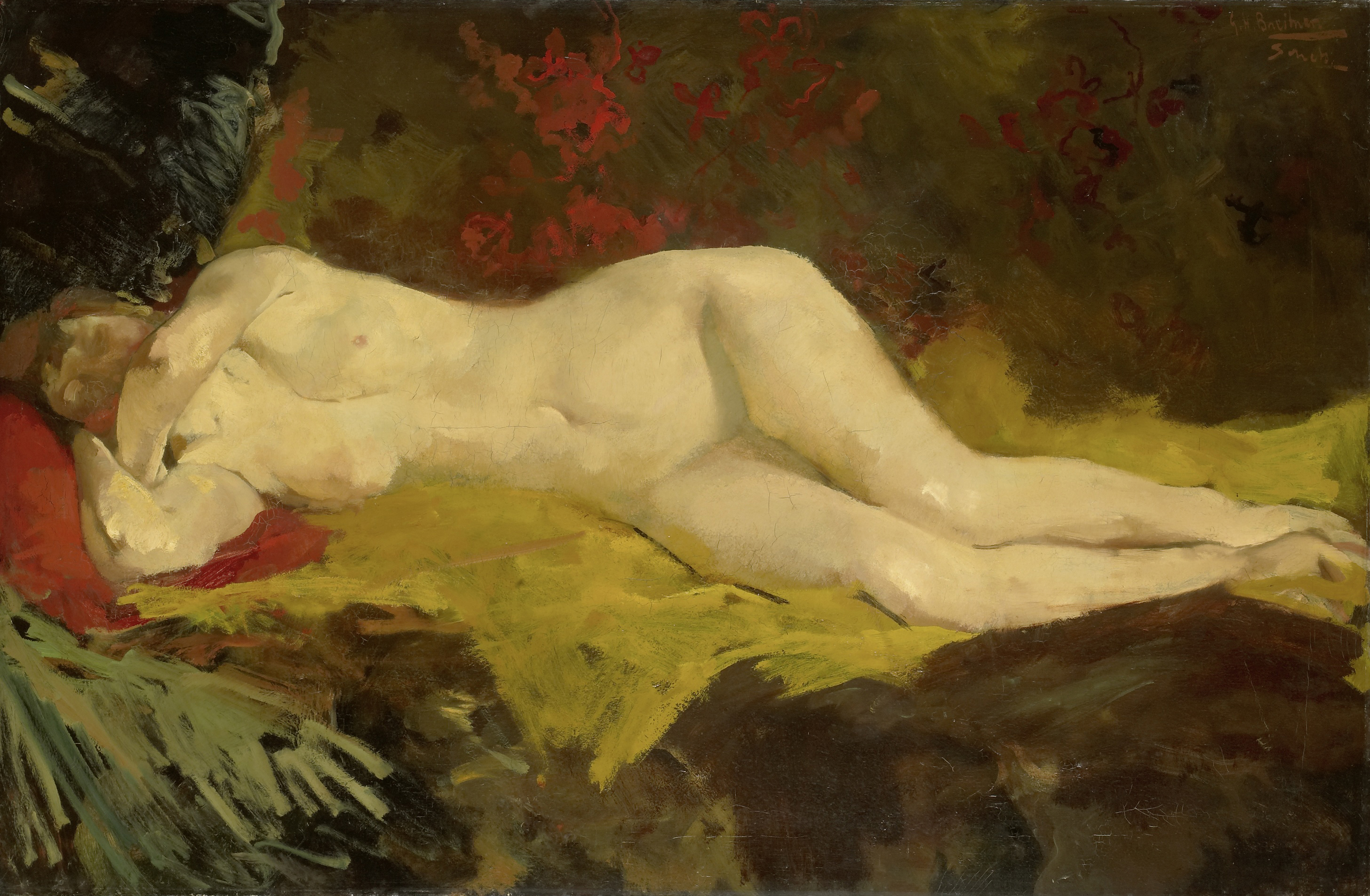
Nudo sdraiato
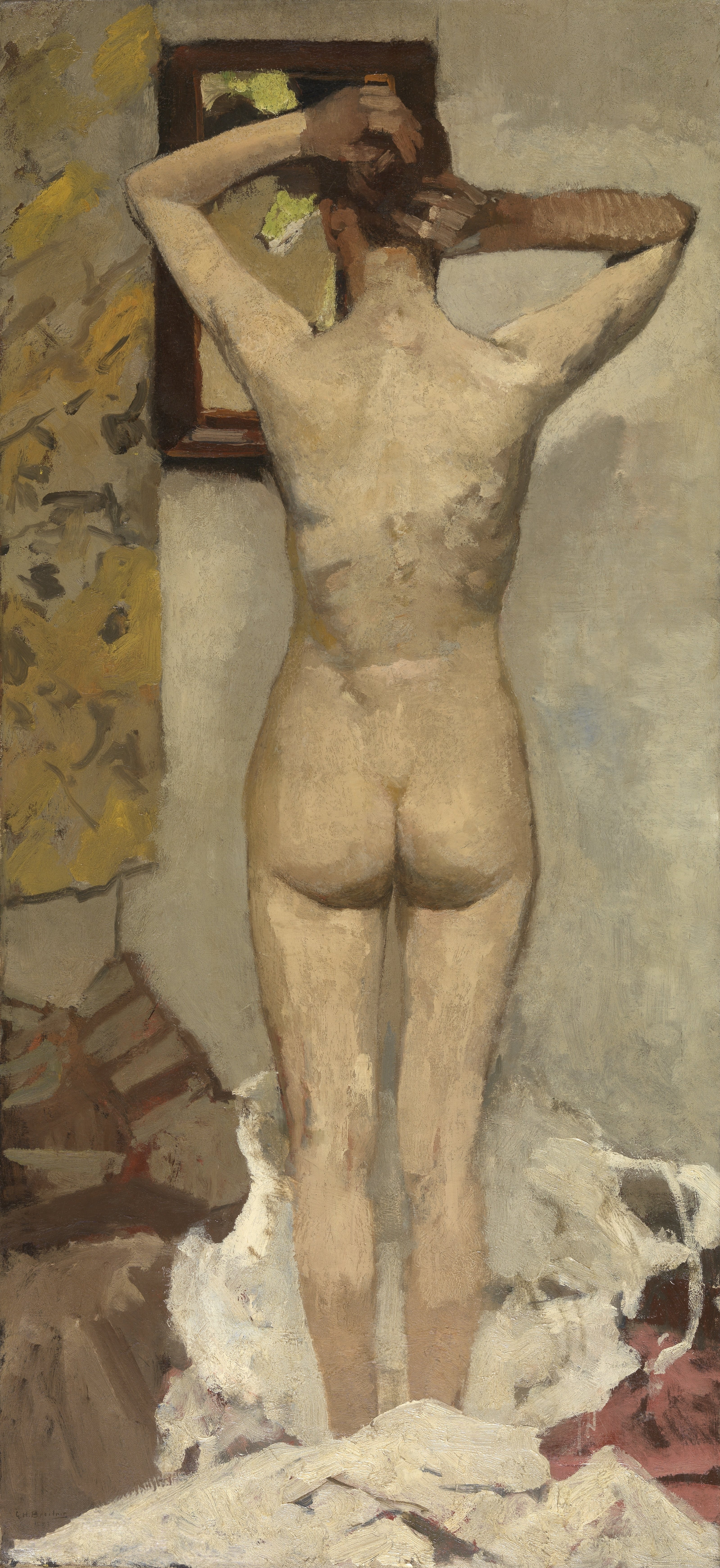
Nudo in piedi
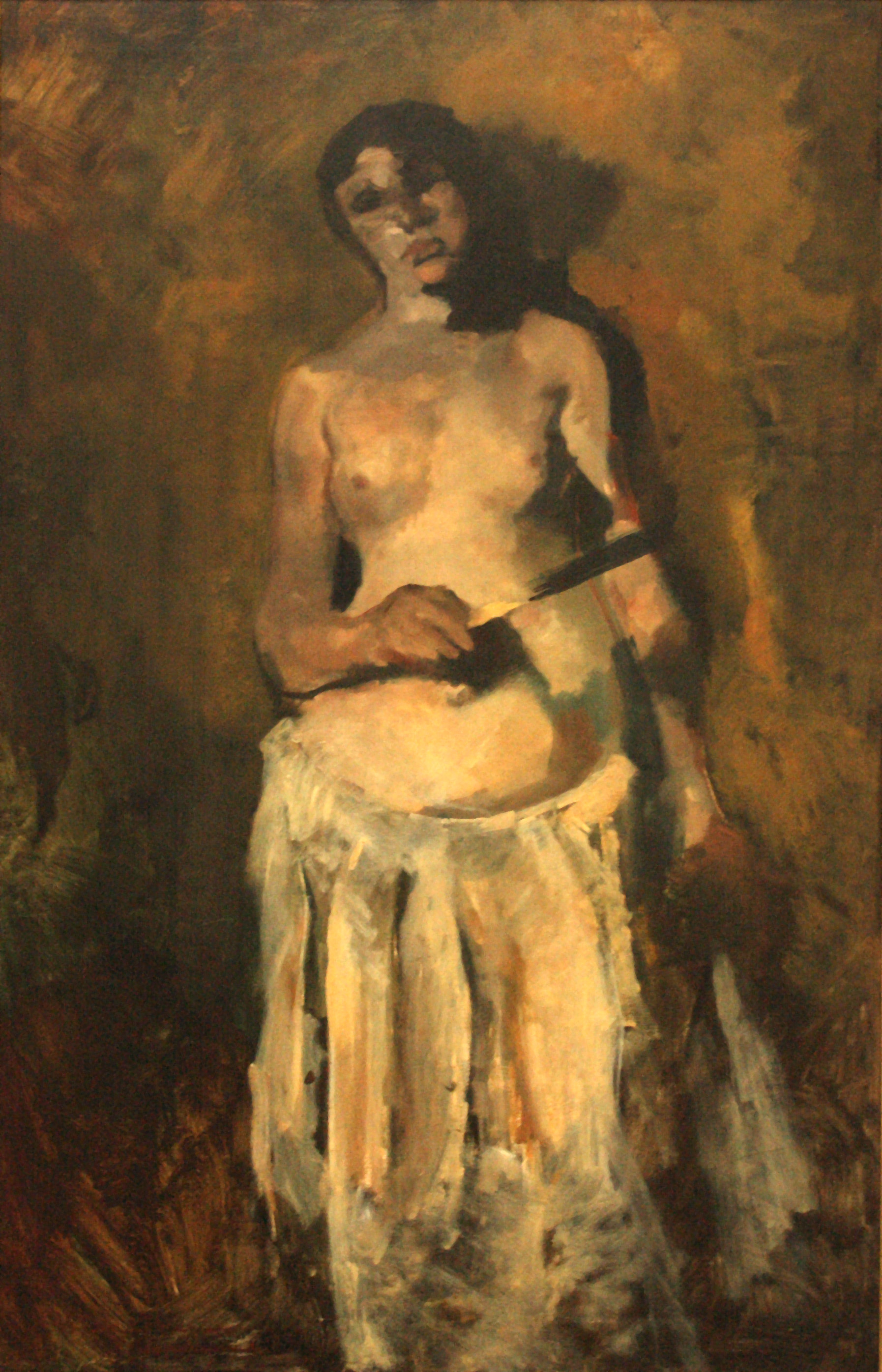
Nudo di donna
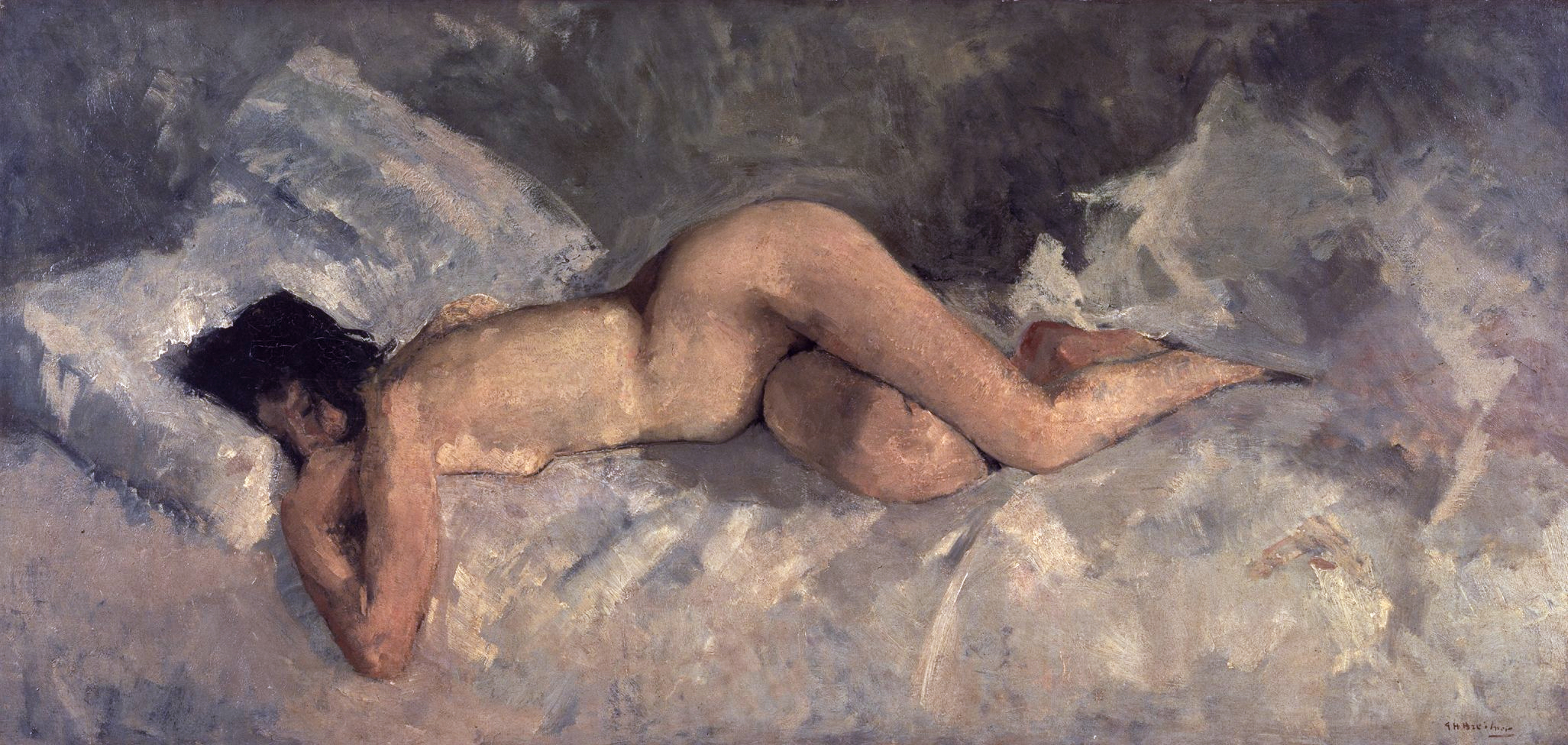
Nudo dormiente